# سنت-کریستین، کبک
سَنت-کریستین (به فرانسوی: Sainte-Christine) قصبه‌ای در منطقه شهری اکتون ناحیه مونترژی در استان کبک کانادا است. در سرشماری سال ۲۰۱۱ این قصبه ۷۵۵ نفر جمعیت داشته‌است و مساحت آن ۸۹٫۴ کیلومتر مربع است.